# Jules de Fressiniat
Jules de Fressiniat, né le 28 mars 1820 à Limoges et mort le 6 décembre 1910 à Orléans, est un artiste peintre français.

## Biographie

### Famille
Né à Limoges le 28 mars 1820, Jean-Baptiste Amédée Jules Malevergne Fressiniat, ou Malevergne de Fressiniat, est le second des sept enfants d'Anne-Françoise-Hébé Malevergne Fressiniat, née Dalesme de Châtelus (1791-1845), et de Simon-Pierre-Théodore Malevergne Fressiniat (1791-1831), avocat et juge de paix à Ambazac.
Il appartient à l'ancienne famille bourgeoise limougeaude des Malevergne. Sous l'Ancien Régime, ses ancêtres étaient seigneurs de Masdoumier, lieu-dit d'Ambazac, puis de Fressignat (ou Freyssignat, ou Fressiniat), lieu-dit de Saint-Priest-Taurion, au Nord-Est de Limoges. Selon les régimes politiques, les Malevergne de Fressiniat arborent ou omettent la particule d'apparence nobiliaire fondée sur cette dernière seigneurie.

### Carrière
En 1847, Jules de Fressiniat, domicilié au no 18 de la rue des Fossés-Saint-Germain-l'Auxerrois à Paris, expose un Portrait de Mme O. Renard au Salon. L'année suivante, il y présente une Étude de coquillages, le Portrait de Mme F. (Mme Fressiniat ?) ainsi qu'un autoportrait (Portrait de l'auteur).
Le 5 mai 1849, Jules Malevergne Fressiniat, « peintre d'histoire » demeurant rue du Clocher à Limoges, épouse Marie Justine Octavie Renard (1821-1904), native d'Orléans. Le 1er janvier suivant, il ouvre un cours de dessin et de peinture dans son atelier situé au no 20 de la rue Haute-Vienne.
En 1865, il est présent à Orléans, où il participe à une souscription populaire de « la démocratie française » en faveur de la remise d'une médaille d'or commémorative à la veuve du président américain Abraham Lincoln.
En 1869, Jules de Fressiniat, présenté comme un élève de Drolling et domicilié alors boulevard Saint-Martin, expose au Salon le Portrait de Mme de F. (Mme de Fressiniat ?).
Installé à Orléans, ville d'origine de son épouse, Jules de Fressiniat réside notamment au no 11 de la rue de la Vieille-Poterie puis au no 65 de la rue des Charretiers. Âgé de 90 ans, il meurt à l'hospice Porte-Madeleine le 6 décembre 1910.

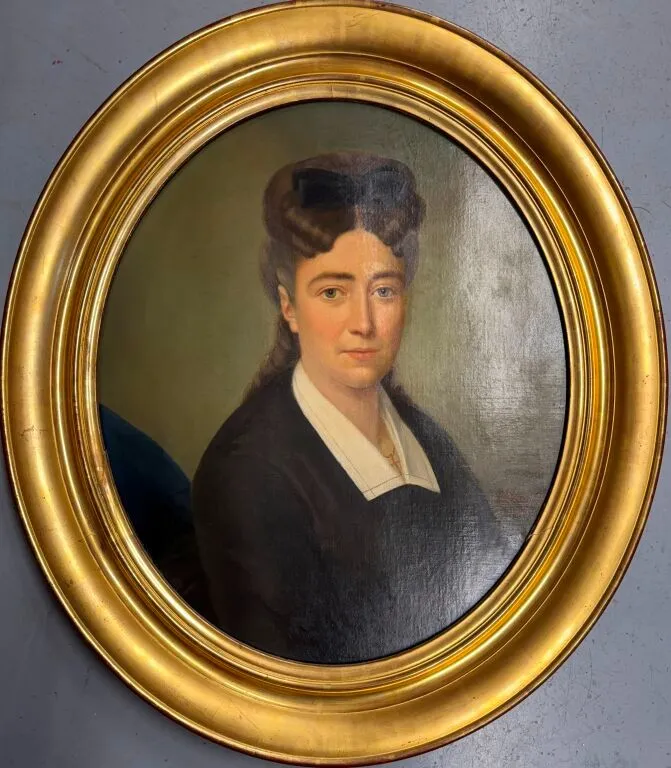
Portrait d'une dame au nœud noir, 1873.
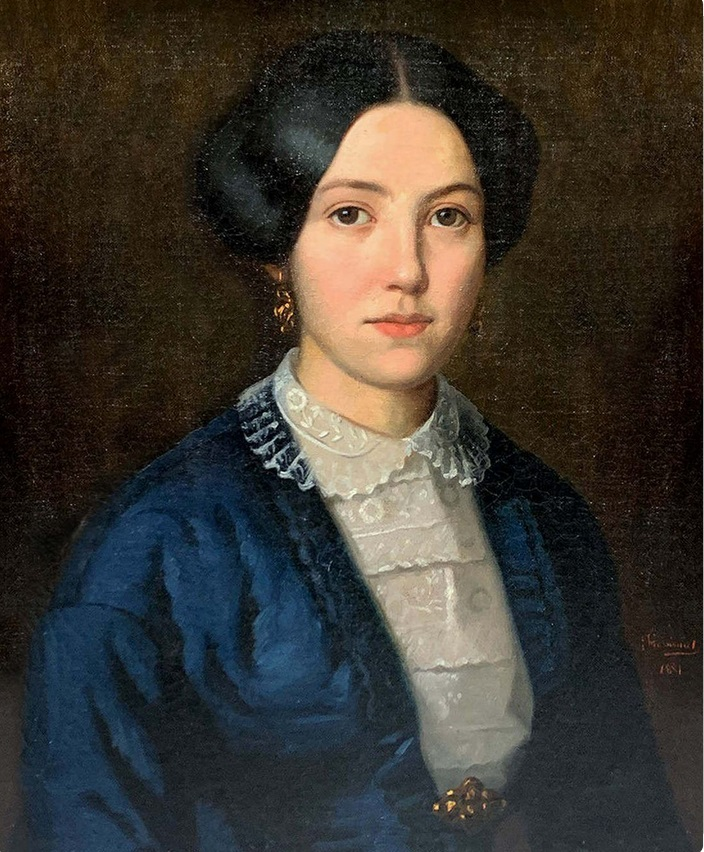
Portrait d'une jeune élégante, 1881.